# Protector de mamilo

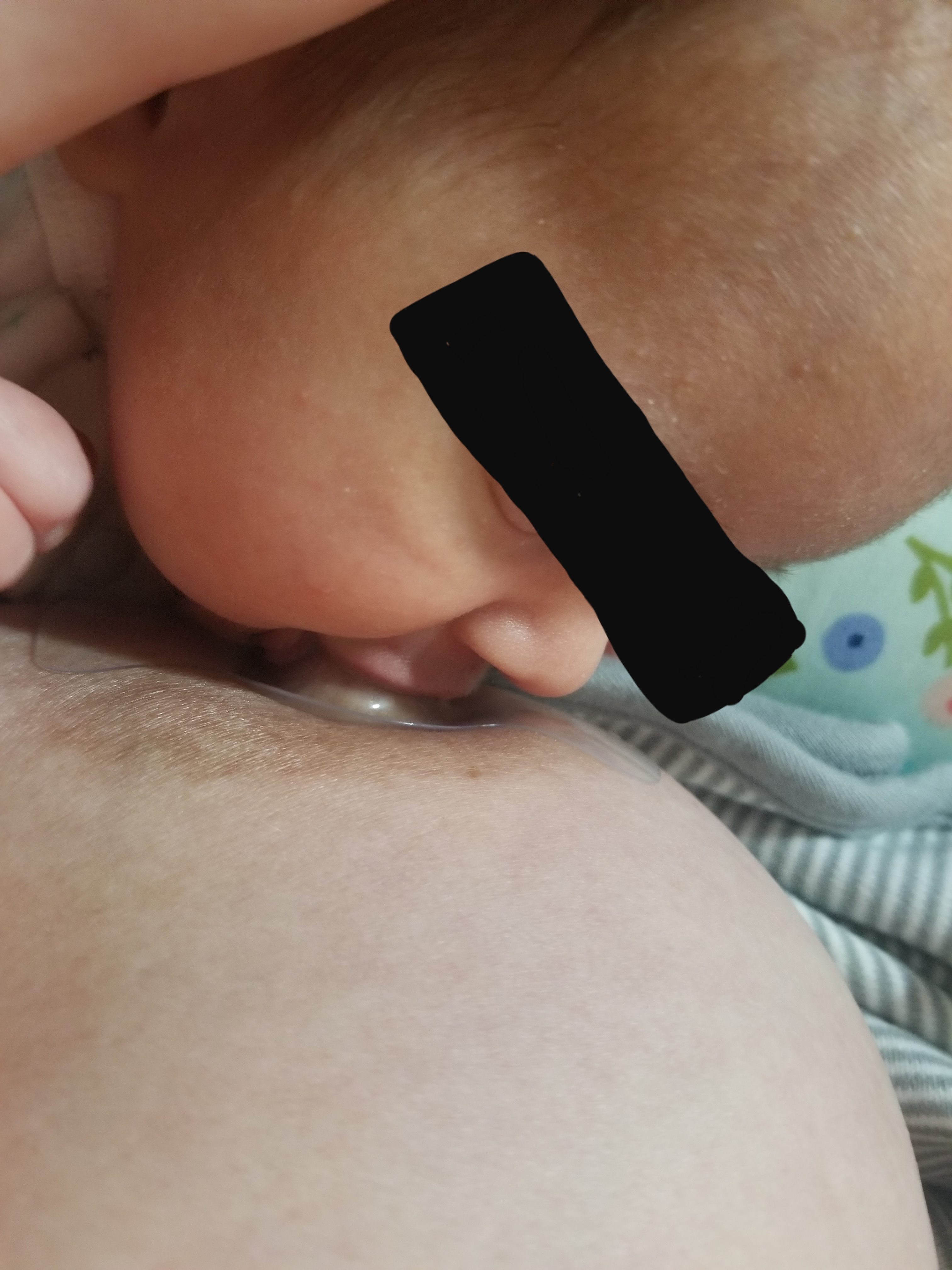
Amamentação com um protetor de mamilo.

Os forros de contacto, escudo de mamilo é uma bainha em forma de mamilo usada sobre a aréola e o mamilo durante a amamentação. Os protetores de mamilo modernos são feitos de silicone macio, fino e flexível e têm furos na ponta da seção do mamilo para permitir que o leite materno passe, com a sucção do bebé. Podem ser úteis se sofrer de problemas de amamentação tais como: mamilos doloridos, gretados, chatos ou invertidos.